# Coria del Río
Coria del Río là một đô thị tại tỉnh Sevilla ở phía tây của cộng đồng tự trị Andalusia, phía nam Tây Ban Nha. Đô thị này có diện tích là ki-lô-mét vuông, dân số năm 2009 là người với mật độ người/km². Đô thị này có cự ly km so với Sevilla.